# 1982년 레바논 전쟁
1982년 레바논 전쟁은 1982년 6월 6일 이스라엘이 레바논 남부를 침공하면서 벌어진 전쟁이다. 침공은 남부 레바논에서 활동하던 팔레스타인 해방 기구(PLO)와 이스라엘군 간의 반복적인 무력 충돌에 이어 이루어졌으며, 결정적으로 아부 니달 기구가 영국 주재 이스라엘 대사인 슐로모 아르고프를 암살하려 시도한 것이 명분이 되어 메나헴 베긴 총리의 명령에 의해 시작되었다. 이스라엘은 이를 갈릴리의 평화 작전(Operation Peace for Galilee)이라고 불렀으며, 이는 1978년 남레바논 분쟁에 이어 두번째로 이스라엘이 레바논을 침공한 사태였다.

## 전개

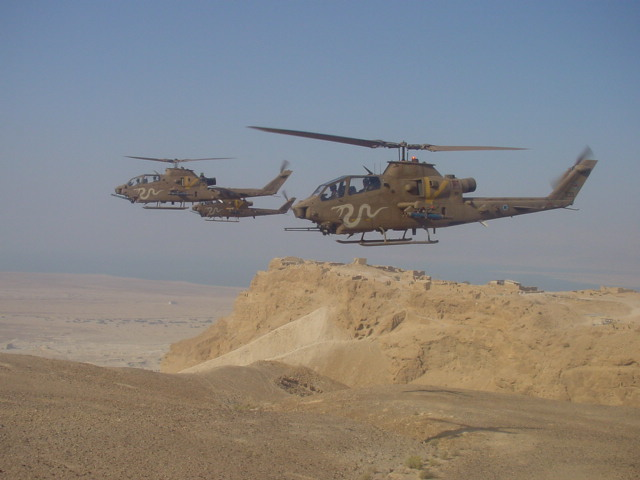
1982년 레바논 전쟁에 투입된 이스라엘군의 AH-1 코브라 공격헬기

1982년 6월 6일, 레바논 남부의 PLO와 교전을 하면서, 이스라엘 군대가 레바논 남쪽 영토를 침범하기 시작했다. 이스라엘 영토와 레바논 영토 양쪽에서 민간인들이 다수 부상했다. 이스라엘은 시리아 군의 대공미사일 포대를 파괴했다. 끝내 이스라엘군 3만명이 레바논을 침공했다. 영국 주재 이스라엘 대사 암살 기도에 팔레스타인해방기구(PLO)가 관련됐다는 명분이었다. 당시 아리엘 샤론 국방장관이 침공(갈릴리의 평화 작전)을 지휘했다. 갈릴리의 평화 작전으로 이스라엘군은 레바논 수도 베이루트를 포위했으며, 당시 베이루트에 있던 PLO 수반인 야세르 아라파트는 레바논으로 망명했다.
이스라엘군은 사망 657명, 부상 3887명의 피해를 입었다. 이스라엘 공군의 UAV 한 대가 격추되고, 전투기 2대가 손상을 입었다. 이스라엘이 레바논 침공 이후 수도 베이루트를 포위한 뒤로 레바논 경제는 악화일로로 치달았다.
1982년 6월 레바논을 침공한 이스라엘은 베카 계곡의 시리아군 기지를 파괴하고 PLO 게릴라들을 소탕한 후 1985년 2월 레바논에서 일방 철수했으나 남부 레바논 지역에는 게릴라들의 침공에 대비, 2000년까지도 일부 병력을 잔류시켰었다.

## 전쟁의 결과
레바논이 이스라엘에 승리했다. PLO는 레바논 영토에서 추방되었으나, 레바논에 대한 시리아의 영향력이 커졌다. 시리아 육군은 레바논에 보병 3만명, 탱크 200대를 파병했었다.
1982년 당시 매파 국방장관이었던 아리엘 샤론은 팔레스타인 게릴라들을 축출한다는 명분 아래 레바논 침공을 단행했으나, 남부 레바논 전쟁은 오늘날 이스라엘 국민들로부터 가장 인기없는 전쟁으로 불린다. 이스라엘의 레바논 침공은 레바논 국민들의 분노와 헤즈볼라의 투쟁을 야기하였다.
'신의 당'이라는 뜻을 가진 헤즈볼라는 1982년 이스라엘의 레바논 침공때 이슬람 혁명수비군에 의해 레바논에서 창설된 시아파 무장조직으로 시리아의 지원을 받으며 레바논 남부 지역에서 이스라엘의 지배에 맞섰다. 이란,시리아의 돈과 무기로 25,000여명이 이스라엘과 미국에 맞서왔다. 미국이 손꼽은 대표적인 테러단체지만 레바논 내 120만명의 시아파인과 아랍권의 지지를 받고 있다. 헤즈볼라는 2001년 5월 이스라엘군이 레바논 남부에서 최종 철수할 때까지 격렬한 투쟁을 벌였으며 중동지역 최대의 테러조직으로 성장했다.
이스라엘은 레바논 내의 마론파 기독교 민병대를 지원하여 친이스라엘 정부를 세우려 했으나, 전쟁의 결과로 이스라엘-마론파 동맹은 해체되고 마론파의 집권도 실패했다. 이스라엘의 후원 속에 활동한 팔랑헤 민병대는 1982년 레바논 내 팔레스타인 난민촌에 쳐들어가 주민 2000명을 몰살시킨 의혹이 있다. 팔랑헤 민병대는 1936년 피에르 제마엘이 아랍 민병대에 대항하여 조직한 기독교 우파 민병대인데, 그 아들 바쉬르 제마일은 1982년 레바논 대통령으로 당선됐다가 그 해에 암살당했다. 형인 아민 제마일은 1982년부터 1988년까지 레바논 대통령을 지냈다. 2006년 11월 21일, 레바논의 반 시리아계 정치인으로서 아민 제마일 전 대통령의 아들인 피에르 제마엘 산업장관이 베이루트 기독교인 거주지역에서 자동차를 타고 가다가 소총으로 무장한 괴한들의 총격을 받고 사망했다.

### 9.11 테러
오사마 빈라덴은 2001년 9.11 테러로 세계 무역 센터 빌딩 2개를 파괴했다. 2004년 아랍 위성방송 알 자지라 TV에서, 빈라덴은 1982년 레바논 전쟁 당시 이스라엘 공군 전투기들이 레바논의 고층 건물을 공습하는 장면을 보며, 미국에도 이런 고층 건물 공격을 하고 싶다고 생각하였다고 말했다.

## 같이 보기
- 2018년 2월 이스라엘-시리아 사건